# 6677 Renoir
6677 Renoir è un asteroide della fascia principale. Scoperto nel 1977, presenta un'orbita caratterizzata da un semiasse maggiore pari a 3,2507793 UA e da un'eccentricità di 0,0906574, inclinata di 14,63210° rispetto all'eclittica.